# Offensive d'al-Raï
Guerre civile syrienne
Batailles
L'offensive d'al-Raï a lieu lors la guerre civile syrienne.

## Déroulement

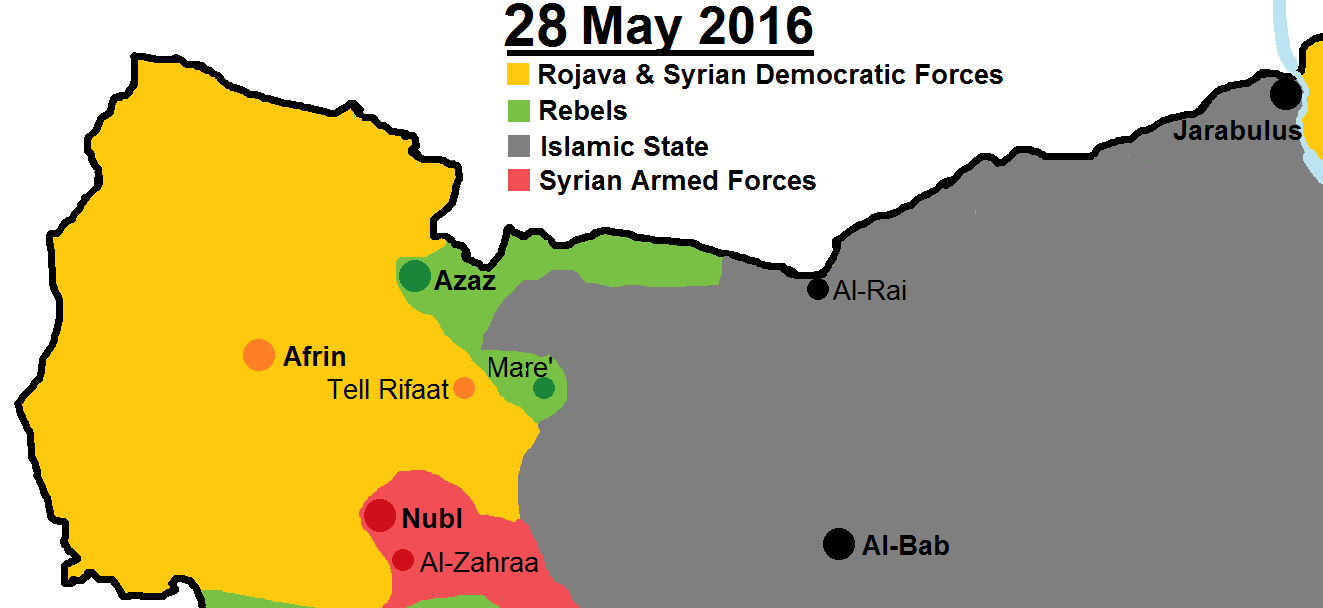
Situation dans le nord du gouvernorat d'Alep après l'offensive.
Zones contrôlées par l'Armée syrienne libre
Zones contrôlées par l'État islamique
Zones contrôlées par les Forces démocratiques syriennes
Zones contrôlées par l'armée syrienne et ses alliés

.
Au printemps 2016, dans la région d'Azaz, au nord du gouvernorat d'Alep, les forces rebelles sont pris en étau entre les YPG à l'ouest, le régime syrien au sud et l'État islamique à l'est. Le 10 mars, elles lancent une offensive contre les djihadistes.
Plusieurs groupes de l'Armée syrienne libre prennent part à l'offensive : Faylaq al-Cham, la Division Sultan Mourad, Fastaqim Kama Umirt, la Division al-Hamza et la Brigade al-Moutasem et quelques autres. Ils sont soutenus par l'artillerie turque et l'aviation américaine,.
Au 5 avril, les rebelles se sont emparés de 14 de villages et ont avancé de 15 kilomètres le long de la frontière turque ; ils arrivent également à une dizaine de kilomètres de la petite ville de Dabiq,.
Le 7 avril, après avoir pris une vingtaine de villages en trois semaines de combats, les rebelles s'emparent du poste-frontière d'al-Raï,,,. Le même jour, la ville de Kilis, en Turquie, est touchée par des roquettes qui font trois blessés.
Mais les djihadistes lancent une contre-attaque et reprennent al-Raï le 11 avril. Les combats se poursuivent et les djihadistes reprennent encore six villages aux rebelles du 11 au 14 avril, le plus important étant Hawar Kilis, où les rebelles avaient formé une chambre d'opérations.